# Siergiej Bondarczuk
Siergiej Fiodorowicz Bondarczuk, ros. Сергей Фёдорович Бондарчук, ukr. Сергій Федорович Бондарчук (ur. 25 września 1920 w Biłozerce, zm. 20 października 1994 w Moskwie) – radziecki reżyser pochodzenia ukraińskiego, scenarzysta filmowy i aktor, Ludowy Artysta ZSRR (1952), Bohater Pracy Socjalistycznej (1980).

## Życiorys
Urodził się 25 września 1920 w Biłozerce na Ukrainie. Dzieciństwo spędził w mieście Jejsk i w Taganrogu, gdzie w 1938 ukończył szkołę średnią. Jako aktor zadebiutował w 1937 w Teatrze Taganroskim. W latach 1938–1942 studiował w Akademii Teatralnej w Rostowie nad Donem. W wieku 32 lat został, jako najmłodszy w historii aktor, uhonorowany tytułem Ludowy Artysta ZSRR.
Najważniejsze filmy Siergieja Bondarczuka zostały nakręcone według słynnych powieści i opowiadań: Los człowieka Michaiła Szołochowa oraz Wojna i pokój Lwa Tołstoja. Bondarczuk zarówno wyreżyserował monumentalne, ponad siedmiogodzinne epickie dzieło Wojna i pokój (1966), jak i zagrał w nim jedną z głównych ról – Pierre'a Bezuchowa. Film otrzymał Oscara dla najlepszego filmu nieanglojęzycznego jako pierwszy w historii obraz z ZSRR.
Zasiadał w jury konkursu głównego na 20. (1967) oraz na 36. MFF w Cannes (1983).
Zmarł 20 października 1994 w Moskwie i został pochowany na Cmentarzu Nowodziewiczym.
Jego córka Natalia jest aktorką, zaś syn Fiodor – aktorem i reżyserem (m.in. 9 kompania, 2005).

## Filmografia (wybór)

### Jako aktor
- Młoda gwardia (1948, Молодая гвардия, jako Wałko)
- Opowieść o prawdziwym człowieku (1948, Повесть о настоящем человеке)
- Czarodziej sadów (1948, Мичурин, jako Iwan Miczurin)
- Taras Szewczenko (1951, Тарас Шевченко, jako Taras Szewczenko)
- Okręty szturmują bastiony (1953, Корабли штурмуют бастионы, jako Tichon Prokofiew)
- Admirał Uszakow (1953, Адмирал Ушаков, jako Tichon Prokofiew)
- Trzpiotka (1955, Попрыгунья, jako doktor Dymow)
- Otello (1955, Отелло, jako Otello)
- Niedokończona powieść (1955, Неоконченная повесть)
- Los człowieka (1959, Судьба человека, jako Andriej Sokołow)
- Sierioża (1960, Серёжа, jako Korosteliow)
- Noc w Rzymie (1960, jako Fiodor Nazukow)
- Wojna i pokój (1967, Война и мир, jako Pierre Bezuchow)
- Bitwa nad Neretwą (1969, Битва на Неретве, jako Martin)
- Wujaszek Wania (1970, Дядя Ваня, jako Michaił Astrow)
- Milczenie doktora Evansa (1973, Молчание доктора Ивенса, jako doktor Evans)
- Oni walczyli za ojczyznę (1975, Они сражались за Родину, jako Iwan Zwiagincew)
- Wzgórza Zelengory (1976, Врхови Зеленгоре, jako profesor)
- Ernst Schneller (1977, jako genenrał Sotow)
- Ojciec Sergiusz (1978, Отец Сергий, jako ojciec Sergiusz)
- Niech żyje Meksyk! (1979, jako narrator)
- Borys Godunow (1986, Борис Годунов, jako Borys Godunow)
- Burza nad Rusią (1992, Гроза над Русью)

### Jako reżyser
- Los człowieka (1959, Судьба человека)
- Wojna i pokój (1967 – 4 części, Война и мир)
- Waterloo (1970, Ватерлоо)
- Oni walczyli za ojczyznę (1975, Они сражались за Родину)
- Step (1977, Степь)
- Czerwone dzwony – Meksyk w ogniu (1982, Красные колокола. Фильм 1. Мексика в огне)
- Czerwone dzwony – Początek nowego świata (1982)
- Borys Godunow (1986, Борис Годунов)
- Cichy Don (1992; dokończony przez Fiodora Bondarczuka w 2006)

## Odznaczenia
- Złoty Medal "Sierp i Młot" Bohatera Pracy Socjalistycznej (24 września 1980)
- Order Lenina – dwukrotnie (1967, 1980)
- Order Rewolucji Październikowej (1974)
- Order Czerwonego Sztandaru Pracy (1970)
- Order Wojny Ojczyźnianej II klasy (1985)
- Ludowy Artysta ZSRR (1952)
- Nagroda Leninowska (1959)
- Nagroda Stalinowska (1952)
- Nagroda Państwowa ZSRR (1984)
- Nagroda Państwowa RFSRR (1977)
- Nagroda Państwowa Ukraińskiej SRR (1982)